# Épsilon Gruis
Épsilon Gruis (ε Gruis) es una estrella de magnitud aparente +3,49. Es la cuarta más brillante en la constelación de Grus, la grulla, después de Al Nair (α Gruis), β Gruis y Aldhanab (γ Gruis).
Se encuentra a 129 años luz del sistema solar. 
Épsilon Gruis es una subgigante blanca de tipo espectral A2IVn con una temperatura efectiva de 8137 K.
Su diámetro angular estimado, 1,09 milisegundos de arco, permite evaluar su radio, siendo éste 4,6 veces más grande que el radio solar.
Gira sobre sí misma con una velocidad de rotación igual o mayor de 270 km/s, 135 veces más deprisa que el Sol.
Presenta una metalicidad inferior a la solar en un 30%.
De acuerdo a su posición en el diagrama de Hertzsprung-Russell, tiene una edad de 600 millones de años.
Como otras estrellas de tipo A —Vega (α Lyrae) y Denébola (β Leonis) son conocidos ejemplos—, se halla rodeada por un disco circunestelar de polvo.
Épsilon Gruis probablemente es una binaria espectroscópica, en donde la compañera puede ser una estrella de tipo espectral tardío moderadamente activa.
Una fuente tenue de rayos X detectada cerca de la posición óptica de la estrella puede provenir de dicha acompañante.
También se ha observado una erupción o llamarada que, de acuerdo a los modelos, corresponde a plasma calentado a 15 millones K.
Por otra parte, no se ha detectado ningún campo magnético significativo.